# Enguerrand I. de Coucy
Enguerrand I. de Coucy, oder Enguerrand de Boves genannt († um 1116/18) war ein Herr (Sire) von Boves, La Fère und Coucy sowie Graf von Amiens.
Er war ein Sohn des Drogo/Dreux von Boves. Seine Mutter war vermutlich eine Tochter des Aubri de Coucy, wodurch dessen Burg und Herrschaft in seinen Besitz kam. Um das Jahr 1085 gelangte er auch in den Besitz der Grafschaft Amiens, mit dessen Grafenhaus er wohl verwandt war.
Verheiratet war Enguerrand mit Ada von Marle, der Erbtochter des Létaud von Marle und Nichte des Grafen Ebles I. von Roucy (Haus Roucy). Zwei Kinder sind bekannt:
- Thomas „der rasende Wolf“ († 1130/31)
- Beatrix, ⚭ mit Adam, Châtelain von Amiens

Wappen der Herren von Coucy

Zusammen mit seinem Sohn nahm Enguerrand am Ersten Kreuzzug teil. Wohl als Buße, da er Sibylle von Porcien, die Ehefrau des Grafen Gottfried von Namur, verführt und entführt hatte. Als ihm während eines Kampfes gegen die Sarazenen sein Banner zu Boden fiel, soll er seinen roten Umhang mit weißen Streifen versehen an seine Lanze gesteckt haben, um so seine Männer wieder um sich zu scharen. Erweitert mit blauen Helmen soll so das Wappen von Coucy entstanden sein.
In der Heimat galt Enguerrand, wie auch sein Sohn, als gefürchteter Fehdemann, der besonders die Bürger von Amiens heimsuchte. Ihn brachte erst das Eingreifen König Ludwigs VI. des Dicken zur Ruhe. Aber als der König nach Enguerrands Tod die Grafschaft Amiens an den Grafen von Vermandois vergab, nahm Enguerrands Sohn und Erbe Thomas die Fehde wieder auf.
Siehe auch Haus Boves